# Negrosboomtimalia
De negrosboomtimalia (Zosterornis nigrorum synoniem: Stachyris nigrorum) is een zangvogel uit de familie  Zosteropidae (brilvogels). Het is een bedreigde, endemische vogelsoort in de Filipijnen. 

## Kenmerken
De vogel is 13 cm lang. Het is een kleine, olijfbruin gekleurde boomtimalia met een betrekkelijke lang, donkergrijze snavel. De borst en buik zijn vuilwit, naar de onderbuik geleidelijk geelachtig met brede streepjes op de flanken. Rond het oog is een lichte oogring en een opvallende, donkere wenkbrauwstreep en een baardstreep.

## Verspreiding en leefgebied
De Negrosboomtimalia komt alleen voor op het Filipijnse eiland Negros. De soort is in de jaren 1990 waargenomen op op Mount Canlaon, Mount Hapono-haponon en Mount Talinis. Het leefgebied bestaat uit natuurlijk, montaan tropisch bos op hoogten tussen 1050 en 1400 m boven zeeniveau. De vogel wordt ook wel in aangetast bos en in agrarisch gebied gezien, mits daar bos in de buurt is.

## Status
De negrosboomtimalia heeft een beperkt verspreidingsgebied en daardoor is de kans op uitsterven aanwezig. De grootte van de populatie werd in 2016 door BirdLife International geschat op 600 tot 1700 individuen en de populatie-aantallen nemen af door habitatverlies. Het leefgebied wordt aangetast door ontbossing waarbij natuurlijk bos wordt omgezet in gebied voor agrarisch gebruik. Slecht 4% van het eilandoppervlak nog is bebost. Ook de hoger gelegen bossen worden bedreig door het bedrijven van zwerflandbouw. Om deze redenen staat deze soort als bedreigd op de Rode Lijst van de IUCN.